# Филип I фон Изенбург-Гренцау
Филип I фон Изенбург-Гренцау (на немски: Philipp I von Isenburg-Grenzau; † 22 март 1370) от фамилията Изенберг, е господар на Изенбург в Гренцау и Филмар.

## Произход
Той е вторият син на Лотар фон Изенбург-Бюдинген († 1340/1341) и съпругата му Изенгард фон Фалкенщайн-Мюнценберг († 1326), дъщеря на Филип III фон Фалкенщайн-Мюнценберг († 1322) и първата му съпруга Мехтилд фон Епенщайн († 1303). Внук е на Лудвиг фон Изенбург-Клееберг († 1304), бургграф фон Гелнхаузен, и графиня Хайлвиг фон Тюбинген-Гисен († 1294). Племенник е на Ирмгард фон Изенбург-Бюдинген († 1302/1303), омъжена за граф Вилхелм I фон Катценелнбоген († 1331).
По-големият му брат е Хайнрих II (I) фон Изенбург-Бюдинген († 1378/1379).

## Фамилия
Филип I се жени пр. 11 ноември 1338 г. за графиня Маргарета фон Катценелнбоген († 9 юли 1370), дъщеря на граф Герхард фон Катценелнбоген († 1311/1312) и Маргарета фон Марк († 1327). Те имат две деца:
- Еберхард фон Изенбург-Гренцау (1356 – 1395/1399), женен пр. 20 март 1371 г. за Мехтилд де ла Марк († 1390/сл. 6 август 1406), дъщеря на граф Адолф II фон Марк († 1347/1348)
- Йохан фон Изенбург-Грензау